# Município de Sandusky (condado de Sandusky, Ohio)
O município de Sandusky (em inglês: Sandusky Township) é um município localizado no condado de Sandusky no estado estadounidense de Ohio. No ano de 2010 tinha uma população de 3.619 habitantes e uma densidade populacional de 62,38 pessoas por km².

## Geografia
O município de Sandusky encontra-se localizado nas coordenadas 41° 22′ 52″ N, 83° 07′ 54″ O. Segundo a Departamento do Censo dos Estados Unidos, o município tem uma superfície total de 58.01 km², da qual 56,71 km² correspondem a terra firme e (2,25 %) 1,3 km² é água.

## Demografia
Segundo o censo de 2010, tinha 3.619 habitantes residindo no município de Sandusky. A densidade populacional era de 62,38 hab./km². Dos 3.619 habitantes, o município de Sandusky estava composto pelo 90,96 % brancos, o 2,18 % eram afroamericanos, o 0,36 % eram amerindios, o 0,55 % eram asiáticos, o 3,56 % eram de outras raças e o 2,38 % eram de uma mistura de raças. Do total da população o 11,22 % eram hispanos ou latinos de qualquer raça.